# SS Suffolk
El Suffolk fue un carguero frigorífico de vapor construido en 1899 por la Sunderland Shipbuilding Co. de Sunderland para la Federal Steam Navigation Company de Londres para transportar carne y otros productos desde Australia y Sudamérica al Reino Unido.

## Hundimiento
El Suffolk zarpó de Londres para su último viaje el 10 de agosto de 1900 con destino a Ciudad del Cabo. Llegó a Fiume el 22 de agosto para cargar 1.000 caballos para el 10º de Húsares del ejército británico que luchaba en Sudáfrica en la segunda guerra bóer, pero sólo pudo cargar 930. El buque zarpó del puerto el 24 de agosto, recaló en Tenerife el 3 de septiembre y llegó a Ciudad del Cabo el 22 de septiembre, tras un viaje prácticamente sin incidentes.
Ese mismo día zarpó hacia Port Elizabeth, uno de los dos principales puertos de descarga de Sudáfrica. El Suffolk estaba al mando del capitán John Cuthbert y contaba con una tripulación de 63 personas, incluido el capitán. En el buque viajaban también 66 ganaderos, responsables del cuidado de los animales a bordo, y un veterinario. A las 04:40 del 23 de septiembre el buque pasó por el cabo de las Agujas, a una distancia de unas 11 millas, y el capitán modificó el rumbo, y volvió a hacerlo a las 10:40 a uno más oriental.
Hacía buen tiempo y el mar estaba en calma. El Suffolk mantuvo este rumbo hasta las 03:20 del 24 de septiembre, cuando el segundo oficial, Charles Stokes, que estaba al mando del barco en ese momento, oyó las rompientes y puso el timón a babor, pero ya era demasiado tarde. El Suffolk chocó contra las rocas frente a Tzitzikamma Point, pasado el cabo de San Francisco, con su bodega nº 3 y dañó las bodegas nº 4 y 5 y el fogón. La sala de máquinas y el fogón se inundaron rápidamente y los incendios se extinguieron. 
Afortunadamente, otro vapor, el SS Lake Erie, estaba pasando por la zona, a unas 4 o 5 millas mar adentro, y se acercó a preguntar. Como el Lake Erie era demasiado pequeño para remolcar un barco del tamaño del Suffolk, el capitán Cuthbert decidió abandonar el barco a las 12:30. Toda la tripulación fue transferida al Lake Erie, que los desembarcó sanos y salvos en Port Elizabeth en la tarde del mismo día. Finalmente, el Suffolk naufragó a las 15:50 en una posición aproximada de 34°12′00″S 24°30′30″E / -34.20000, 24.50833, llevándose consigo a los 903 caballos que llevaba a bordo en ese momento.
En octubre de 1900 se llevó a cabo una investigación sobre el naufragio en Port Elizabeth, en la que se determinó que tanto el capitán como el segundo oficial habían actuado con culpa y negligencia. Al capitán Cuthbert se le suspendió la licencia durante seis meses, y el segundo de a bordo perdió por completo su título de capitán.